# Xingyang Ciduo
Xingyang Ciduo (chiń. 興陽詞鐸. pinyin Xìngyáng Ciduó; ur. X wiek, zm. XI wiek) – chiński mistrz chan ze szkoły guiyang. Uważany za siódmego patriarchę tej szkoły.

## Życiorys
Był uczniem i spadkobiercą Dharmy mistrza Sanjiao Zhiqiana.
Mistrz przebywał w klasztorze na górze Sanjiao w Qizhou w prowincji Hebei.
Pewnego razu mnich spytał: „Jak daleko jest kraina Buddy od krainy żyjących istot?”
Mistrz odpowiedział: „Nie można powiedzieć”.
Mnich powiedział: „Naprawdę?”
Mistrz odparł: „Jest kilka słów”.
Mnich powiedział: „Kwiecisty baldachim nagle spadł blisko twojego drogocennego miejsca; jak różni się mistrz od czasu w górach, gdy ptaki uwiły gniazdo w twoich włosach?”
Mistrz powiedział: „Nie ma o czym mówić”.
Mnich spytał: „O czym zatem mistrz mówi?”
Mistrz odparł: „Ja przyznaję ci Dharmę Buddy”.

## Linia przekazu Dharmy zen
Pierwsza liczba oznacza liczbę pokoleń mistrzów od 1 Patriarchy indyjskiego Mahakaśjapy.
Druga liczba oznacza liczbę pokoleń od 28/1 Bodhidharmy, 28 Patriarchy Indii i 1 Patriarchy Chin.
Trzecia liczba oznacza początek nowej linii przekazu w danym kraju.
- 36/9. Baizhang Huaihai (720–814)
  - 37/10. Guishan Lingyou (771–853) szkoła guiyang
    - 38/11. Liu Tiemo (bd) mistrzyni chan
    - 38/11.Yangshan Huiji (814–890)
      - 39/12. Wuzhu Wenxi (821–900)
      - 39/12. Miaoxin (bd) mistrzyni chan
      - 39/12. Hangzou Wenxi (bd)
      - 39/12. Xita Guangmu (Yangshan) (bd)
        - 40/13. Zifu Rubao (ur. 890-960)
          - 41/14. Guizhen Deshao (bd)
            - 42/15. Sanjiao Zhiqian (bd)
              - 43/16. Xingyang Ciduo (bd)
                - 44/17. Deqing Xuyun (bd)

      - 39/13/1. Wŏnnang Taet'ong (816–883) szkoła sŏngju – Korea
      - 39/12/1. Sunji Korea
      - 39/12. Nanta Guangyong (840–938)
        - 40/13. Bajiao Huiqing (bd) koreański mistrz działający w Chinach
          - 41/14. Xingyang Qingrang (bd)